# Nobody Knows
«Nobody Knows» (рус. Никто не знает) — это песня Pink, изданная в качестве четвёртого сингла с альбома I'm Not Dead (2006).

## Коммерческий релиз
Релиз сингла состоялся 20 ноября 2006 года в Великобритании и Ирландии, а 13 января 2007 года и в Австралии. В этих странах композиция достигла 27 строчки. «Nobody Knows» стал единственным синглом, изданном на физическом носителе с альбома I’m Not Dead, который не попал в Top-5 ARIA Charts, достигнув своей высшей позиции в конце января 2007 года, однако композиция была очень популярна на радио. За две недели до этого «Who Knew» (второй сингл с I’m Not Dead) вернулся в австралийский хит-парад, а «U + Ur Hand» всё ещё также оставался в чарте. Это означало, что 3 сингла Pink одновременно находились в Top-50 (21 января 2007). В хит-параде Соединенного Королевства «Nobody Knows» стал первым синглом с I’m Not Dead, не попавшим в Top-10.
«Nobody Knows» достиг 17 строчки в Германии и 74 в чарте Eurochart Hot 100 Singles. Композиция, несмотря на то, что попадала в Top-40 большинства чартов, всё-таки не была столь успешна, как предыдущие синглы с альбома. В Канаде в середине января песня получила активную ротацию на радио сразу после успеха «U + Ur Hand», в Бельгии в качестве четвёртого сингла с альбома была издана песня «Dear Mr. President».

## Клип
Клип был снят в Лондоне режиссёром Джейком Нава. В первой сцене Pink в комнате отеля (а съёмки проходили в отеле The May Fair) смотрит через окно как в городе ночь сменяется рассветом. Потом она смотрит телевизор, но на экране лишь тающий снеговик. Pink кладет голову под подушку, затем включается ноутбук. Во время видео она захламляет комнату, разбрасывая все вокруг, потом она сидит в позе эмбриона в душе. В другой сцене Pink гуляет по улице, проходя мимо влюбленной пары и компании подвыпивших мужчин. Клип заканчивается тем, что Pink поет в пустом зале, притворяясь, что по-настоящему выступает.

## Список композиций и форматы
- CD Сингл

1. «Nobody Knows» [Альбомная Версия] — 3:57
2. «Words» — 3:06

## Чарты
| Чарт (2006/07)                | Наивысшая позиция |
| ----------------------------- | ----------------- |
| Australian ARIA Singles Chart | 27                |
| Australian Airplay Chart      | 8                 |
| Dutch Top 40                  | 38                |
| French Singles Chart          | 18                |
| German Singles Chart          | 17                |
| Irish Singles Chart           | 27                |

| Чарт (2006/07)         | Наивысшая позиция |
| ---------------------- | ----------------- |
| Portugal Airplay Chart | 4                 |
| Swiss Singles Chart    | 17                |
| UK Singles Chart       | 27                |

## Сертификации
| Страна       | Сертификация | Продажи |
| ------------ | ------------ | ------- |
| По всем миру |              | 700,000 |

## Технический состав
- Вокал: Pink
- Бэк-вокал: Билли Манн, Бет Коэн
- Микширование: Том Лорд-Эльдж
- Ассистент инженера микширования: Фермий Эрнандес
- Программирование клавишных: Пит Уоллэс
- Электрические гитары: Дэн Уорнер
- Гитары: Пит Уоллэс, Билли Манн
- Пианино: Пит Уоллэс, Билли Манн
- Барабаны: Ли Левин
- Ударные: Пит Уоллэс
- Ответственный за производство: Лана Израиль